# Đầu tư quốc tế
Đầu tư quốc tế là một quá trình trong đó có sự di chuyển vốn từ quốc gia này sang quốc gia khác để thực hiện các dự án đầu tư nhằm đưa lại lợi ích cho các bên tham gia.
- Đầu tư quốc tế là một tất yếu khách quan do sự khác nhau về nhu cầu và khả năng tích lũy vốn của các quốc gia, do việc tím nơi kinh doanh có lợi của các doanh nghiệp, do viêc gặp gỡ lợi ích giữa các bên, do việc tránh các hàng rào thuế quan và phi thuế quan cũng như do các nguyên nhân chính trị và kinh tế xã hội khác.
- Đầu tư quốc tế đưa đến những tác động tích cực khác nhau đối với bên đi đầu tư và bên nhận đầu tư, đồng thời có thể đưa lại cả tác động tiêu cực. Điều đó phụ thuộc nhiều vào những yếu tố khách quan và chủ quan khác nhau, trước hết là phụ thuộc vào chính sách thu hút vốn đầu tư nước ngoài và trình độ tổ chức, quản lý của cán bộ.
- Đầu tư nước ngoài ở các nhóm nước có sự khác nhau về quy mô, về cơ cấu, về chính sách cũng như đưa đến những tác động khác nhau. Việc nghiên cứu đặc điểm cơ bản của đầu tư quốc tế hiện nay có ý nghĩa lý luận và thực tiễn quan trọng đối với một quốc gia.
- Những loại vốn đầu tư: 
  - Ngoại tệ mạnh và nội tệ.
  - Hiện vật hữu hình.
  - Hàng hóa vô hình.
  - Các phương tiện đầu tư đặc biệt khác.

## Đặc điểm của đầu tư quốc tế
- Mang đặc điểm của đầu tư nói chung 
  - Tính sinh lãi.
  - Tính rủi ro.
- Chủ sở hữu đầu tư là người nước ngoài
- Các yếu tố đầu tư di chuyển ra khỏi biên giới.

## Vai trò và tác động của đầu tư quốc tế

### Đối với nước xuất khẩu vốn đầu tư
- Tác động tích cực:
  - Giúp nâng cao hiệu quả sử dụng vốn đầu tư.
  - Giúp xây dựng được thị trường cung cấp nguyên vật liệu ổn định.
  - Giúp bành trướng sức mạnh kinh tế,nâng cao uy tín trên thị trường quốc tế.
  - Giúp phân tán rủi ro,do tình hình kinh tế - chính trị bất ổn.
  - Giúp thay đổi cơ cấu kinh tế trong nước theo hướng có hiệu quả

- Tác động tiêu cực:
  - Chủ đầu tư có thể gặp rủi ro lớn nếu không hiểu biết về môi trường đầu tư.
  - Dẫn tới làm giảm việc làm ở nước chủ đầu tư.
  - Có thể xảy ra hiện tượng chảy máu chất xám trong quá trình chuyển giao công nghệ.
  - Nếu không có định hướng và chính sách thích hợp thì các nhà kinh doanh không muốn kinh doanh trong nước mà chỉ muốn kinh doanh ở nước ngoài,gây ra sự tụt hậu của nước chủ vốn đầu tư.

### Đối với nước tiếp nhận vốn đầu tư
- Đối với các nước tư bản phát triển
  - Giúp giải quyết những vấn đề khó khăn về kinh tế và xã hội trong nước.
  - Giúp cải thiện cán cân thanh toán.
  - Giúp tạo công ăn việc làm mới.
  - Giúp tăng thu ngân sách dưới hình thức các loại thuế
  - Tạo môi trường cạnh tranh để thúc đẩy sự phát triển của kinh tế và thương mại.
  - Giúp học hỏi kinh nghiệm quản lý tiên tiến của nước ngoài

- Đối với các nước chậm phát triển và đang phát triển
  - Giúp đẩy nhanh tốc độ phát triển của nền kinh tế.
  - Giúp thu hút lao động, tạo việc làm, giải quyết một phần nạn thất nghiệp.
  - Góp phần cải tạo môi trường cạnh tranh.
  - Góp phần tạo điều kiện tiếp nhận khoa học công nghệ,kỹ thuật từ nước ngoài.

- Tác động tiêu cực:
  - Có thể dẫn tới tình trạng khai thác tài nguyên thiên nhiên một cách thái quá,gây hậu quả ô nhiễm môi trường một cách nghiêm trọng.
  - Gây ra sự phân hóa,tăng khoảng cách phát triển giữa các vùng và giữa các tầng lớp dân cư với nhau.
  - Có thể làm tăng các vấn đề về tệ nạn xã hội,dịch bệnh.
  - Có thể bị ảnh hưởng hoặc lệ thuộc vào những yêu cầu từ phía chủ đầu tư.